# Drahý kov

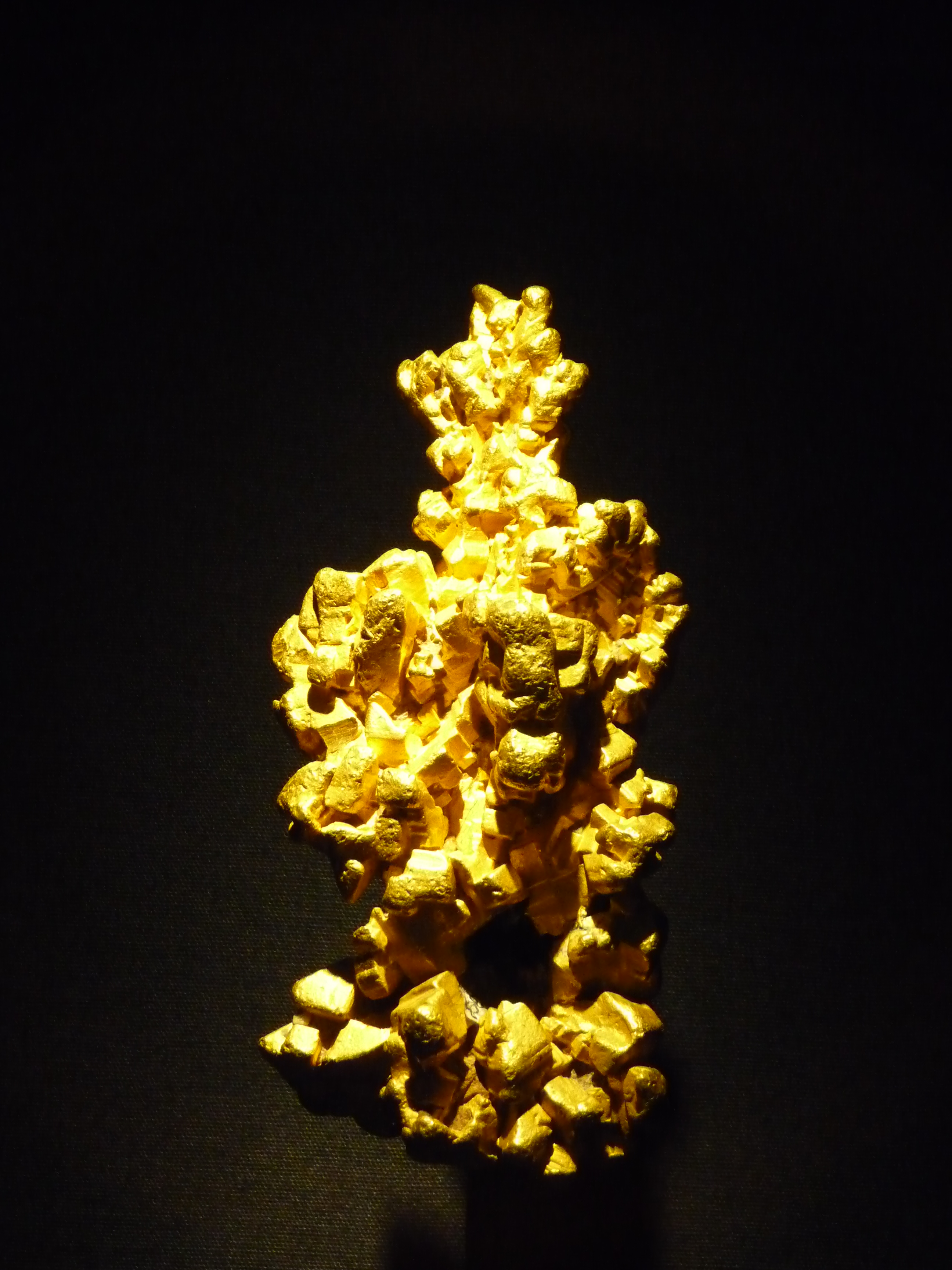
Krystalické zlato z Latrobe
(NHM Londýn, váha 717 g)

Drahé kovy je obecné označení pro vzácné kovové prvky (nebo jejich slitiny), které se užívaly a užívají jako platidla, na výrobu mincí, šperků a podobně. Mezi drahé kovy se obvykle počítá zlato, stříbro a v menší míře platina. Další kovy platinové skupiny (palladium, rhodium atd.) se užívají ve zlatnictví jako přísady a k pokovování.

## Vlastnosti a ceny
Kromě vzácného výskytu a tudíž vysoké ceny se drahé kovy vyznačují také vysokou specifickou hmotností, malou chemickou reaktibilitou (vysokou odolností), krásným vzhledem, dobrou zpracovatelností a elektrickou vodivostí. Od pravěku se užívaly jako ozdoby, na výrobu šperků nebo posvátných předmětů a velmi brzy i jako platidlo. Od starověku se z nich razily mince a do poloviny 20. století se k nim vázala hodnota některých měn. Mince z drahých kovů mívaly přesně stanovenu váhu a ryzost, podobně jako ingoty, v nichž se dnes s drahými kovy obchoduje.
| kov       | výskyt v zem. kůře | hustota (g/cm3) | teplota tání (°C) | cena 2009 (USD/kg) | cena 2018 |
| --------- | ------------------ | --------------- | ----------------- | ------------------ | --------- |
| Rhodium   | 1×10−9             | 12,41           | 1964              | 46 200             | 77 804    |
| Platina   | 5×10−9             | 21,45           | 1768              | 37 650             | 28 960    |
| Zlato     | 4×10−9             | 19,30           | 1064              | 30 590             | 43 764    |
| Palladium | 1,5×10−8           | 12,02           | 1555              | 8 140              | 32 205    |
| Stříbro   | 7,5×10−8           | 10,49           | 962               | 439                | 556       |

## Naleziště

Světová produkce zlata
(V tunách za rok)

Při stoupajících cenách zejména zlata se jednak hledají nová naleziště, ale také nové technologie včetně recyklování odpadů a starých přístrojů. Roční produkce zlata se od roku 1900 zpětinásobila a dosahuje 2 500 tun ročně, produkce stříbra asi 20 000 tun. Mezi největší producenty zlata patřila v roce 2013 Čína, Austrálie, USA, Rusko, Peru a Jihoafrická republika, mezi producenty stříbra Mexiko, Kanada, Austrálie, Peru a USA.

## Využití
Kvůli výborné elektrické vodivosti a odolnosti proti korozi se v současnosti velké množství zlata a stříbra spotřebuje v elektrotechnice, ve zdravotnictví a v dalších oborech. Velké množství stříbra spotřebovával fotografický průmysl. Velké množství zlata dnes slouží jako zlaté rezervy bank a jako soukromé investice.

## Světový obchod
S drahými kovy se, jako s jiným zbožím, obchoduje jako s komoditou na světových burzách. Základní a nejznámější je burza Londýn, ta zveřejňuje průběžně výsledky obchodování tzv. London FIX a London SPOT. Cena London FIX se udává většinou dopolední a odpolední, tedy London FIX AM a London FIX PM, ale cena London SPOT je aktuální online cena jako je například Forex. Světová cena drahých kovů je základně udávaná v dolarech za trojskou unci (USD/oz). Světová cena drahého kovu za trojskou unci se pak může přepočítat na cenu za gram v českých korunách. Zde jsou grafy za uplynulé tři roky s přepočtem za gram v českých korunách a to pro zlato, stříbro, platinu, palladium, rhodium:

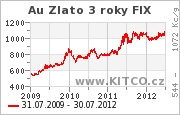
Statistika ceny zlata
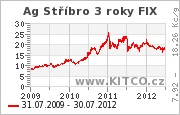
Statistika ceny stříbra
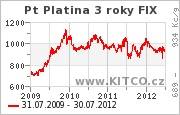
Statistika ceny platiny
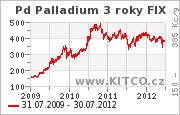
Statistika ceny palladia
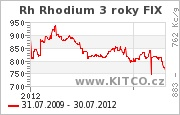
Statistika ceny rhodia